# George William Russell
George William Russell (født 10. april 1867, død 17. juli 1935) var en irsk forfatter og tilhænger af den irske nationalistiske bevægelse. Han skrev under pseudonymet Æ og var desuden kritiker, digter og maler.